# Seznam rekordů v rychlobruslení
Toto je seznam současných rekordů v rychlobruslení. Aktualizováno 11. února 2024.

## Světové rekordy

### Muži
| Závod                          | Jméno                                            | Země              | Čas (body)        | Datum              | Místo                               | Zdroj             |
| Oficiální rekordy              | Oficiální rekordy                                | Oficiální rekordy | Oficiální rekordy | Oficiální rekordy  | Oficiální rekordy                   | Oficiální rekordy |
| ------------------------------ | ------------------------------------------------ | ----------------- | ----------------- | ------------------ | ----------------------------------- | ----------------- |
| 500 metrů                      | Pavel Kuližnikov                                 | Rusko             | 33,61             | 9. března 2019     | Utah Olympic Oval, Salt Lake City   | [ 2 ]             |
| 1000 metrů                     | Jordan Stolz                                     | USA               | 1:05,37           | 26. ledna 2024     | Utah Olympic Oval, Salt Lake City   | [ 3 ]             |
| 1500 metrů                     | Kjeld Nuis                                       | Nizozemsko        | 1:40,17           | 10. března 2019    | Utah Olympic Oval, Salt Lake City   | [ 4 ]             |
| 3000 metrů                     | Eskil Ervik                                      | Norsko            | 3:37,28           | 5. listopadu 2005  | Olympic Oval, Calgary               | [ 5 ]             |
| 5000 metrů                     | Nils van der Poel                                | Švédsko           | 6:01,56           | 3. prosince 2021   | Utah Olympic Oval, Salt Lake City   | [ 6 ]             |
| 10 000 metrů                   | Nils van der Poel                                | Švédsko           | 12:30,74          | 11. února 2022     | National Speed Skating Oval, Peking | [ 7 ]             |
| týmový sprint (3 kola)         | Gilmore Junio Laurent Dubreuil Vincent De Haître | Kanada            | 1:17,31           | 1. prosince 2017   | Olympic Oval, Calgary               | [ 8 ]             |
| stíhací závod družstev (8 kol) | Ethan Cepuran Casey Dawson Emery Lehman          | USA               | 3:33,66           | 27. ledna 2024     | Utah Olympic Oval, Salt Lake City   | [ 9 ]             |
| 2×500 metrů                    | Jeremy Wotherspoon                               | Kanada            | 68,310            | 15. března 2008    | Olympic Oval, Calgary               | [ 10 ]            |
| sprinterský čtyřboj            | Kai Verbij                                       | Nizozemsko        | 136,065           | 25.–26. února 2017 | Olympic Oval, Calgary               | [ 11 ]            |
| malý čtyřboj                   | Erben Wennemars                                  | Nizozemsko        | 146,365           | 12.–13. srpna 2005 | Olympic Oval, Calgary               | [ 12 ]            |
| velký čtyřboj                  | Patrick Roest                                    | Nizozemsko        | 145,561           | 2.–3. března 2019  | Olympic Oval, Calgary               | [ 13 ]            |
| Neoficiální rekordy            |                                                  |                   |                   |                    |                                     |                   |
| 100 metrů                      | Júja Oikawa                                      | Japonsko          | 9,40              | 6. března 2009     | Utah Olympic Oval, Salt Lake City   | [ 14 ]            |
| miničtyřboj                    | Martin Hersman                                   | Nizozemsko        | 146,863           | 9./11. srpna 2002  | Olympic Oval, Calgary               | [ 15 ]            |

V tréninkovém závodě na 3000 m dne 2. listopadu 2013 zajel Denis Juskov nejrychlejší čas historie 3:34,37. Ten však nebyl uznán jako světový rekord, protože se jednalo o závod ve čtveřicích, namísto standardních dvojic.

### Ženy
| Závod                          | Jméno                                            | Země              | Čas (body)        | Datum               | Místo                             | Zdroj             |
| Oficiální rekordy              | Oficiální rekordy                                | Oficiální rekordy | Oficiální rekordy | Oficiální rekordy   | Oficiální rekordy                 | Oficiální rekordy |
| ------------------------------ | ------------------------------------------------ | ----------------- | ----------------- | ------------------- | --------------------------------- | ----------------- |
| 500 metrů                      | I Sang-hwa                                       | Jižní Korea       | 36,36             | 16. listopadu 2013  | Utah Olympic Oval, Salt Lake City | [ 18 ]            |
| 1000 metrů                     | Brittany Boweová                                 | USA               | 1:11,61           | 9. března 2019      | Utah Olympic Oval, Salt Lake City | [ 19 ]            |
| 1500 metrů                     | Miho Takagiová                                   | Japonsko          | 1:49,83           | 10. března 2019     | Utah Olympic Oval, Salt Lake City | [ 20 ]            |
| 3000 metrů                     | Martina Sáblíková                                | Česko             | 3:52,02           | 9. března 2019      | Utah Olympic Oval, Salt Lake City | [ 21 ]            |
| 5000 metrů                     | Natalja Voroninová                               | Rusko             | 6:39,02           | 15. února 2020      | Utah Olympic Oval, Salt Lake City | [ 22 ]            |
| týmový sprint (3 kola)         | Jutta Leerdamová Femke Koková Letitia de Jongová | Nizozemsko        | 1:24,02           | 13. února 2020      | Utah Olympic Oval, Salt Lake City | [ 23 ]            |
| stíhací závod družstev (6 kol) | Ajano Satóová Miho Takagiová Nana Takagiová      | Japonsko          | 2:50,76           | 14. února 2020      | Utah Olympic Oval, Salt Lake City | [ 24 ]            |
| 2×500 metrů                    | Heather Richardsonová                            | USA               | 74,190            | 28. prosince 2013   | Utah Olympic Oval, Salt Lake City | [ 25 ]            |
| sprinterský čtyřboj            | Nao Kodairaová                                   | Japonsko          | 146,390           | 25.–26. února 2017  | Olympic Oval, Calgary             | [ 26 ]            |
| miničtyřboj                    | Joy Beuneová                                     | Nizozemsko        | 153,776           | 9.–10. března 2018  | Utah Olympic Oval, Salt Lake City | [ 27 ]            |
| malý čtyřboj                   | Cindy Klassenová                                 | Kanada            | 154,580           | 18.–19. března 2006 | Olympic Oval, Calgary             | [ 28 ]            |
| Neoficiální rekordy            |                                                  |                   |                   |                     |                                   |                   |
| 100 metrů                      | Jenny Wolfová                                    | Německo           | 10,21             | 7. března 2009      | Utah Olympic Oval, Salt Lake City | [ 29 ]            |
| 10 000 metrů                   | Martina Sáblíková                                | Česko             | 13:48,33          | 15. března 2007     | Olympic Oval, Calgary             | [ 30 ]            |
| velký čtyřboj                  | Natasja Roestová                                 | Nizozemsko        | 208,143           | 8.–9. února 2012    | otevřená dráha, Ammerstol         | [ 31 ]            |

### Junioři
| Závod                          | Jméno                                 | Země              | Čas (body)        | Datum               | Místo                             | Zdroj             |
| Oficiální rekordy              | Oficiální rekordy                     | Oficiální rekordy | Oficiální rekordy | Oficiální rekordy   | Oficiální rekordy                 | Oficiální rekordy |
| ------------------------------ | ------------------------------------- | ----------------- | ----------------- | ------------------- | --------------------------------- | ----------------- |
| 500 metrů                      | Jordan Stolz                          | USA               | 34,08             | 17. prosince 2022   | Olympic Oval, Calgary             | [ 32 ]            |
| 1000 metrů                     | Jordan Stolz                          | USA               | 1:06,47           | 22. října 2022      | Olympic Oval, Calgary             | [ 33 ]            |
| 1500 metrů                     | Jordan Stolz                          | USA               | 1:42,26           | 12. března 2023     | Olympic Oval, Calgary             | [ 34 ]            |
| 3000 metrů                     | Allan Dahl Johansson                  | Norsko            | 3:40,14           | 2. března 2018      | Utah Olympic Oval, Salt Lake City | [ 35 ]            |
| 5000 metrů                     | Sigurd Henriksen                      | Norsko            | 6:13,84           | 10. prosince 2022   | Olympic Oval, Calgary             | [ 36 ]            |
| týmový sprint (3 kola)         | Pak Song-hjon Kim Min-sok Čong Če-ung | Jižní Korea       | 1:20,46           | 10. března 2018     | Utah Olympic Oval, Salt Lake City | [ 37 ]            |
| stíhací závod družstev (8 kol) | Čong Če-won Kim Min-sok I To-hjong    | Jižní Korea       | 3:43,55           | 11. března 2018     | Utah Olympic Oval, Salt Lake City | [ 38 ]            |
| 2×500 metrů                    | Laurent Dubreuil                      | Kanada            | 70,300            | 25. března 2012     | Thialf, Heerenveen                | [ 39 ]            |
| sprinterský čtyřboj            | Beorn Nijenhuis                       | Nizozemsko        | 139,750           | 18.–19. ledna 2003  | Olympic Oval, Calgary             | [ 40 ]            |
| malý čtyřboj                   | Berden de Vries                       | Nizozemsko        | 148,070           | 12.–14. března 2008 | Olympic Oval, Calgary             | [ 41 ]            |
| Neoficiální rekordy            |                                       |                   |                   |                     |                                   |                   |
| 10 000 metrů                   | Sigurd Henriksen                      | Norsko            | 13:02,53          | 17. prosince 2022   | Olympic Oval, Calgary             | [ 42 ]            |
| miničtyřboj                    | Finn Sonnekalb                        | Německo           | 147,053           | 10.–11. března 2023 | Thialf, Heerenveen                | [ 43 ]            |
| velký čtyřboj                  | Håvard Bøkko                          | Norsko            | 150,369           | 18.–19. března 2006 | Olympic Oval, Calgary             | [ 44 ]            |

### Juniorky
| Závod                          | Jméno                                          | Země              | Čas (body)        | Datum               | Místo                             | Zdroj             |
| Oficiální rekordy              | Oficiální rekordy                              | Oficiální rekordy | Oficiální rekordy | Oficiální rekordy   | Oficiální rekordy                 | Oficiální rekordy |
| ------------------------------ | ---------------------------------------------- | ----------------- | ----------------- | ------------------- | --------------------------------- | ----------------- |
| 500 metrů                      | I Na-hjon                                      | Jižní Korea       | 37,34             | 27. ledna 2024      | Utah Olympic Oval, Salt Lake City | [ 45 ]            |
| 1000 metrů                     | Joy Beuneová                                   | Nizozemsko        | 1:14,21           | 10. března 2018     | Utah Olympic Oval, Salt Lake City | [ 46 ]            |
| 1500 metrů                     | Joy Beuneová                                   | Nizozemsko        | 1:54,21           | 9. března 2018      | Utah Olympic Oval, Salt Lake City | [ 47 ]            |
| 3000 metrů                     | Joy Beuneová                                   | Nizozemsko        | 3:59,47           | 10. března 2018     | Utah Olympic Oval, Salt Lake City | [ 48 ]            |
| týmový sprint (3 kola)         | Femke Beulingová Joy Beuneová Jutta Leerdamová | Nizozemsko        | 1:28,40           | 25. listopadu 2017  | Max Aicher Arena, Inzell          | [ 49 ]            |
| stíhací závod družstev (6 kol) | Joy Beuneová Jutta Leerdamová Elisa Dulová     | Nizozemsko        | 2:59,55           | 11. března 2018     | Utah Olympic Oval, Salt Lake City | [ 50 ]            |
| 2×500 metrů                    | I Sang-hwa                                     | Jižní Korea       | 75,830            | 10. března 2007     | Utah Olympic Oval, Salt Lake City | [ 51 ]            |
| sprinterský čtyřboj            | Femke Koková                                   | Nizozemsko        | 151,995           | 25.–26. ledna 2020  | Thialf, Heerenveen                | [ 52 ]            |
| miničtyřboj                    | Joy Beuneová                                   | Nizozemsko        | 153,776           | 9.–10. března 2018  | Utah Olympic Oval, Salt Lake City | [ 53 ]            |
| Neoficiální rekordy            |                                                |                   |                   |                     |                                   |                   |
| 5000 metrů                     | Martina Sáblíková                              | Česko             | 6:50,45           | 19. března 2006     | Olympic Oval, Calgary             | [ 54 ]            |
| 10 000 metrů                   | Martina Sáblíková                              | Česko             | 14:08,28          | 23. března 2006     | Olympic Oval, Calgary             | [ 55 ]            |
| malý čtyřboj                   | Martina Sáblíková                              | Česko             | 161,253           | 18.–19. března 2006 | Olympic Oval, Calgary             | [ 56 ]            |

## Olympijské rekordy

### Muži
| Závod                          | Jméno                                           | Země       | Čas      | Datum          | Místo                               | Zdroj  |
| ------------------------------ | ----------------------------------------------- | ---------- | -------- | -------------- | ----------------------------------- | ------ |
| 500 metrů                      | Kao Tching-jü                                   | Čína       | 34,32    | 12. února 2022 | National Speed Skating Oval, Peking | [ 57 ] |
| 2×500 metrů                    | Casey FitzRandolph                              | USA        | 69,230   | 11. února 2002 | Utah Olympic Oval, Salt Lake City   | [ 58 ] |
| 1000 metrů                     | Gerard van Velde                                | Nizozemsko | 1:07,18  | 16. února 2002 | Utah Olympic Oval, Salt Lake City   | [ 59 ] |
| 1500 metrů                     | Kjeld Nuis                                      | Nizozemsko | 1:43,21  | 8. února 2022  | National Speed Skating Oval, Peking | [ 60 ] |
| 5000 metrů                     | Nils van der Poel                               | Švédsko    | 6:08,84  | 6. února 2022  | National Speed Skating Oval, Peking | [ 61 ] |
| 10 000 metrů                   | Nils van der Poel                               | Švédsko    | 12:30,74 | 11. února 2022 | National Speed Skating Oval, Peking | [ 62 ] |
| stíhací závod družstev (8 kol) | Daniil Aldoškin Sergej Trofimov Ruslan Zacharov | ROC        | 3:36,62  | 15. února 2022 | National Speed Skating Oval, Peking | [ 63 ] |

### Ženy
| Závod                          | Jméno                                                      | Země        | Čas     | Datum          | Místo                               | Zdroj  |
| ------------------------------ | ---------------------------------------------------------- | ----------- | ------- | -------------- | ----------------------------------- | ------ |
| 500 metrů                      | Nao Kodairaová                                             | Japonsko    | 36,94   | 18. února 2018 | Gangneung Oval, Pchjongčchang       | [ 64 ] |
| 2×500 metrů                    | I Sang-hwa                                                 | Jižní Korea | 74,700  | 11. února 2014 | Adler-Arena, Soči                   | [ 65 ] |
| 1000 metrů                     | Miho Takagiová                                             | Japonsko    | 1:13,19 | 17. února 2022 | National Speed Skating Oval, Peking | [ 66 ] |
| 1500 metrů                     | Ireen Wüstová                                              | Nizozemsko  | 1:53,28 | 7. února 2022  | National Speed Skating Oval, Peking | [ 67 ] |
| 3000 metrů                     | Irene Schoutenová                                          | Nizozemsko  | 3:56,93 | 5. února 2022  | National Speed Skating Oval, Peking | [ 68 ] |
| 5000 metrů                     | Irene Schoutenová                                          | Nizozemsko  | 6:43,51 | 10. února 2022 | National Speed Skating Oval, Peking | [ 69 ] |
| stíhací závod družstev (6 kol) | Ivanie Blondinová Valérie Maltaisová Isabelle Weidemannová | Kanada      | 2:53,44 | 15. února 2022 | National Speed Skating Oval, Peking | [ 70 ] |

## České rekordy

### Muži
| Závod                          | Jméno                                       | Čas (body)        | Datum                 | Místo                           | Zdroj             |
| Oficiální rekordy              | Oficiální rekordy                           | Oficiální rekordy | Oficiální rekordy     | Oficiální rekordy               | Oficiální rekordy |
| ------------------------------ | ------------------------------------------- | ----------------- | --------------------- | ------------------------------- | ----------------- |
| 500 metrů                      | Erik Bouwman                                | 36,74             | 29. ledna 2000        | Olympic Oval, Calgary           | [ 71 ]            |
| 1000 metrů                     | Erik Bouwman                                | 1:11,27           | 18. března 2000       | Olympic Oval, Calgary           | [ 71 ]            |
| 1500 metrů                     | Metoděj Jílek                               | 1:48,60           | 3. prosince 2023      | Arena Ritten, Klobenstein       | [ 71 ]            |
| 3000 metrů                     | Sebastian Druszkiewicz                      | 3:42,73           | 25. listopadu 2017    | Olympic Oval, Calgary           | [ 71 ]            |
| 5000 metrů                     | Metoděj Jílek                               | 6:19,60           | 10. února 2024        | YS Arena Hachinohe, Hačinohe    | [ 71 ]            |
| 10 000 metrů                   | Sebastian Druszkiewicz                      | 13:25,92          | 19. listopadu 2017    | Sørmarka Arena, Stavanger       | [ 71 ]            |
| týmový sprint (3 kola)         | Lukáš Steklý Jakub Kočí Metoděj Jílek       | 1:27,83           | 4. února 2023         | Max Aicher Arena, Inzell        | [ 71 ]            |
| stíhací závod družstev (8 kol) | Zdeněk Haselberger Pavel Kulma Milan Sáblík | 3:55,26           | 18. listopadu 2007    | Olympic Oval, Calgary           | [ 71 ]            |
| 2×500 metrů                    | Zdeněk Haselberger                          | 78,220            | 14. prosince 2013     | otevřená dráha, Baselga di Piné | [ 71 ]            |
| sprinterský čtyřboj            | Erik Bouwman                                | 145,405           | 18.–19. března 2000   | Olympic Oval, Calgary           | [ 71 ]            |
| malý čtyřboj                   | Pim Berkhout                                | 153,281           | 17.–18. března 2000   | Olympic Oval, Calgary           | [ 71 ]            |
| velký čtyřboj                  | Jiří Kyncl                                  | 167,588           | 17.–19. prosince 1993 | Olympic Oval, Calgary           | [ 72 ]            |
| Neoficiální rekordy            |                                             |                   |                       |                                 |                   |
| 100 metrů                      | Erik Bouwman                                | 10,33             | 21. října 1999        | Ludwig-Schwabl-Stadion, Inzell  | [ 71 ]            |
| miničtyřboj                    | Milan Sáblík                                | 152,464           | 24.–25. ledna 2009    | Arena Ritten, Klobenstein       | [ 71 ]            |

### Ženy
| Závod                          | Jméno                                                      | Čas (body)        | Datum              | Místo                             | Zdroj             |
| Oficiální rekordy              | Oficiální rekordy                                          | Oficiální rekordy | Oficiální rekordy  | Oficiální rekordy                 | Oficiální rekordy |
| ------------------------------ | ---------------------------------------------------------- | ----------------- | ------------------ | --------------------------------- | ----------------- |
| 500 metrů                      | Karolína Erbanová                                          | 37,06             | 25. února 2017     | Olympic Oval, Calgary             | [ 71 ]            |
| 1000 metrů                     | Karolína Erbanová                                          | 1:13,53           | 25. února 2017     | Olympic Oval, Calgary             | [ 71 ]            |
| 1500 metrů                     | Martina Sáblíková                                          | 1:53,44           | 21. listopadu 2015 | Utah Olympic Oval, Salt Lake City | [ 71 ]            |
| 3000 metrů                     | Martina Sáblíková                                          | 3:52,02           | 9. března 2019     | Utah Olympic Oval, Salt Lake City | [ 71 ]            |
| 5000 metrů                     | Martina Sáblíková                                          | 6:41,18           | 15. února 2020     | Utah Olympic Oval, Salt Lake City | [ 71 ]            |
| týmový sprint (3 kola)         | Lucie Korvasová Nikol Nepokojová Veronika Antošová         | 1:34,48           | 4. února 2023      | Max Aicher Arena, Inzell          | [ 71 ]            |
| stíhací závod družstev (6 kol) | Nikola Zdráhalová Martina Sáblíková Natálie Kerschbaummayr | 3:02,50           | 14. listopadu 2015 | Olympic Oval, Calgary             | [ 71 ]            |
| 2×500 metrů                    | Karolína Erbanová                                          | 76,610            | 16. února 2015     | Thialf, Heerenveen                | [ 71 ]            |
| sprinterský čtyřboj            | Karolína Erbanová                                          | 147,970           | 25.–26. února 2017 | Olympic Oval, Calgary             | [ 71 ]            |
| miničtyřboj                    | Martina Sáblíková                                          | 162,817           | 21. března 2006    | Olympic Oval, Calgary             | [ 71 ]            |
| malý čtyřboj                   | Martina Sáblíková                                          | 156,306           | 2.–3. března 2019  | Olympic Oval, Calgary             | [ 71 ]            |
| Neoficiální rekordy            |                                                            |                   |                    |                                   |                   |
| 100 metrů                      | Karolína Erbanová                                          | 10,61             | 15. března 2016    | Elfstedenhal, Leeuwarden          | [ 71 ]            |
| 10 000 metrů                   | Martina Sáblíková                                          | 13:48,33          | 15. března 2007    | Olympic Oval, Calgary             | [ 71 ]            |